# روژه پیگو
روژه پیگو (انگلیسی: Roger Pigaut; ۸ آوریل ۱۹۱۹ – ۲۴ دسامبر ۱۹۸۹) بازیگر و کارگردان فرانسوی بود. او بین سال‌های ۱۹۴۳ تا ۱۹۸۰ در ۴۰ فیلم ظاهر شد.
از فیلم‌ها یا برنامه‌های تلویزیونی که وی در آنها نقش داشته‌است می‌توان به تئودورا، ملکه زرخرید، یک داستان ساده، مایرلینگ، کنت دو مونت-کریستو، شفق و ناپلئون اشاره کرد.